# Astanchus sinensis
Astanchus sinensis is een keversoort uit de familie kniptorren (Elateridae). De wetenschappelijke naam van de soort werd voor het eerst geldig gepubliceerd in 2004 door Rainer Schimmel.